# Дева (индуизъм)
Вижте пояснителната страница за други значения на Дева.
Дева (на деванагари: देव) е санскритска дума за бог, божество. В буквален превод означава танцувам, движа се свободно. Думата може да бъде тълкувана различно – като Бог, ангел, дух, полубог, небесно същество, божество или свръхестествено съвършено същество. Девите обикновено се противопоставят на демоничните асури.